# Archiș
Archiș – wieś w Rumunii, w okręgu Arad, w gminie Archiș. W 2011 roku liczyła 355 mieszkańców. 